# Provinz Kibungo

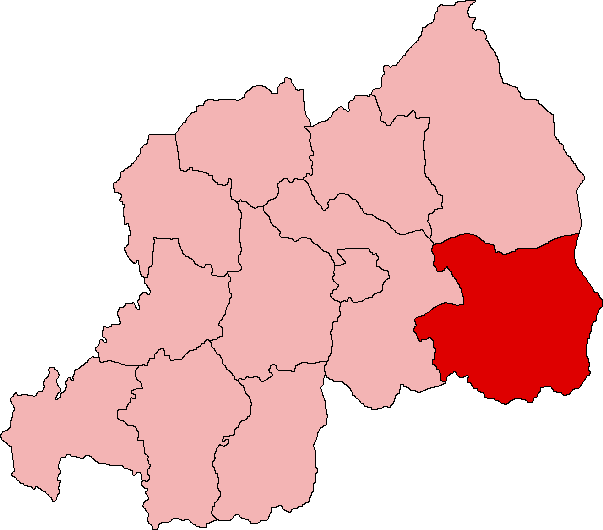
Lage der ehemaligen Provinz Kibungo in Ruanda

Die Provinz Kibungo war eine von zwölf Provinzen der ehemaligen Verwaltungsgliederung Ruandas. Im Januar 2006 wurden diese in eine kleinere Anzahl neuer Provinzen eingeteilt, um ethnisch vielfältigere Verwaltungsgebiete zu schaffen. Die Provinz Kibungo befand sich im Osten bis Südosten Ruandas an der Grenze zu Tansania im Osten und Südosten und Burundi im Südwesten. Nachbarprovinzen waren im Norden Umutara und im Westen Kigali Rural. Provinzhauptstadt war die Stadt Kibungo, die heute zur Ostprovinz gehört.
Die Provinz unterteilte sich in die folgenden zehn Distrikte:
1. Kibungo
2. Kigarama
3. Mirenge
4. Rwamagana – ein gleichnamiger Distrikt Rwamagana existiert heute in der Ostprovinz
5. Muhazi
6. Kabarondo
7. Cyarubare
8. Rukira
9. Nyarubuye
10. Rusumo